# Garden Home–Whitford
Garden Home–Whitford az Amerikai Egyesült Államok északnyugati részén, Oregon állam Washington megyéjében elhelyezkedő statisztikai település. A 2010. évi népszámláláskor 6931 lakosa volt. Területe 4,9 km², melynek 100%-a szárazföld.
A terület Garden Home és Whitford kerületeket foglalja magába; ezek Portlandtől délnyugatra helyezkednek el.
A rendfenntartást és a tűzvédelmet a Tualatin Valley Fire and Rescue látja el.

## Történet
Garden Home postahivatala 1882 óta működött. A 20. század elején az Oregon Electric vasútvonalon megállót létesítettek itt. Ugyanezen a vonalon volt Whitford megálló is; a helyén ma az Allen és Scholls Ferry Road (210-es út) van. A név W. A. White és A.C. Bedford New York-i befektetők, a vasútvonal igazgatóinak nevéből származik.
Whitford megállóját 1920-ban zárták be, amikor megszűnt a vonal. Garden Home Portland egyik külvárosa, Whitford pedig egy beavertoni középiskola neve.

## Népesség

### 2010
A 2010-es népszámláláskor  6674 lakója, 2920 háztartása és 1740 családja volt. A népsűrűség 1362 fő/km2. A lakóegységek száma 3026, sűrűségük 617,6 db/km2. A lakosok 89%-a fehér, 1%-a afroamerikai, 0,4%-a indián, 4,1%-a ázsiai, 0,3%-a a Csendes-óceáni szigetekről származik, 1,7%-a egyéb, 3,5%-a pedig kettő vagy több etnikumú. A spanyol vagy latino származásúak aránya 4,4% (2,9% mexikói, 0,2% Puerto Ricó-i, 0,1% kubai, 1,1% egyéb spanyol vagy latino származású.)
A háztartások 24,4%-ában élt 18 évnél fiatalabb. 47,6% házas, 8,9% egyedülálló nő, 3,1% egyedülálló férfi, 40,4% pedig nem család. 30% egyedül élt; 9,5%-uk 65 éves vagy idősebb. Egy háztartásban átlagosan 2,24 személy élt; a családok átlagmérete 2,8 fő.
A medián életkor 41,4 év volt. Lakóinak 21,5%-a 18 évesnél fiatalabb, 4,8% 18 és 24 év közötti, 28,1%-uk 25 és 44 év közötti, 31,3%-uk 45 és 64 év közötti, 14,3%-uk pedig 65 éves vagy idősebb. A lakosok 47,9%-a férfi, 52,1%-a pedig nő.

### 2000
A 2000-es népszámláláskor   6931 lakója, 3048 háztartása és 1834 családja volt. A népsűrűség 1408,5 fő/km2. A lakóegységek száma 3175, sűrűségük 645,2 db/km2. A lakosok 91,79%-a fehér, 0,75%-a afroamerikai, 0,4%-a indián, 3,17%-a ázsiai, 0,16%-a a Csendes-óceáni szigetekről származik, 0,72%-a egyéb-, 3%-a pedig kettő vagy több etnikumú. A spanyol vagy latino származásúak aránya 3,2% (1,6% mexikói, 0,3% Puerto Ricó-i, 0,2% kubai, 1,3% pedig egyéb spanyol/latino származású.)
A háztartások 26,3%-ában élt 18 évnél fiatalabb. 47,8% házas, 9,3% egyedülálló nő; 39,8% pedig nem család. 30,6% egyedül élt; 7,2%-uk 65 éves vagy idősebb. Egy háztartásban átlagosan 2,26 személy élt; a családok átlagmérete 2,83 fő.
Lakóinak 21,1%-a 18 évesnél fiatalabb, 6,5% 18 és 24 év közötti, 31,6%-uk 25 és 44 év közötti, 27,7%-uk 45 és 64 év közötti, 13,1%-uk pedig 65 éves vagy idősebb. A medián életkor 40 év volt. Minden 100 nőre 92,1 férfi jut; a 18 évnél idősebb nőknél ez az arány 89,5.
A háztartások medián bevétele 52 321 amerikai dollár, ez az érték családoknál $60 703. A férfiak medián keresete $45 220, míg a nőké $35 000. Az egy főre jutó bevétel (PCI) $28 681. A családok 2,5%-a, a teljes népesség 5,1%-a élt létminimum alatt; a 18 év alattiaknál ez a szám 4,5%, a 65 évnél idősebbeknél pedig 2,7%.

## Fordítás
Ez a szócikk részben vagy egészben  a   Garden Home–Whitford, Oregon című angol Wikipédia-szócikk ezen változatának fordításán alapul.  Az eredeti cikk szerkesztőit annak laptörténete sorolja fel. Ez a jelzés csupán a megfogalmazás eredetét és a szerzői jogokat jelzi, nem szolgál a cikkben szereplő információk forrásmegjelöléseként.